# Steropodon galmani
Lo  steropodonte (Steropodon galmani) era un mammifero oviparo simile a un ornitorinco, appartenente ai monotremi, vissuto nello stadio Albiano del Cretaceo inferiore (110 milioni di anni fa) in Australia, insieme ai dinosauri.

## Caratteristiche
Probabilmente, come il suo parente attuale passava la maggior parte del tempo in torrenti, corsi d'acqua dolce e letti di fiume, mangiando piccoli animali acquatici. Era uno dei mammiferi mesozoici di taglia maggiore (circa 40 centimetri). Tutto ciò che si conosce di questo animale sono frammenti di mascella opalizzati; la mascella è completa di tre molari dalle cuspidi molto alte, che suggeriscono una dieta carnivora. Altre due mascelle sono state trovate successivamente. Steropodon è stato descritto scientificamente nel 1985.
Il primo esemplare è stato trovato a Lightning Ridge nel Nuovo Galles del Sud, in Australia, dove sono stati ritrovati anche i frammenti della mandibola del Kollikodon ritchiei.

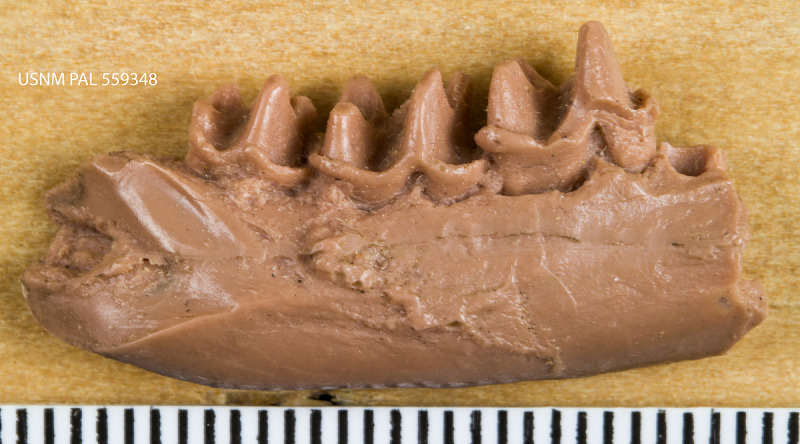
Calco del fossile di Steropodon galmani